# IC 1259-1
IC 1259-1 — галактика типу E-S0 (еліптична спіральна галактика) у сузір'ї Дракон.
Цей об'єкт міститься в оригінальній редакції індексного каталогу.